# Heterotropus posthos
Heterotropus posthos är en tvåvingeart som beskrevs av Yeates 1991. Heterotropus posthos ingår i släktet Heterotropus och familjen svävflugor. Inga underarter finns listade i Catalogue of Life.